# Lasseube
Lasseube település Franciaországban, Pyrénées-Atlantiques megyében. Lakosainak száma 1737 fő (2022. január 1.). Lasseube Aubertin, Escou, Escout, Estialescq, Gan, Lasseubetat, Monein, Ogeu-les-Bains és Saint-Faust községekkel határos.

## Népesség
A település népességének változása:
| Lakosok száma | 1751 | 1740 | 1776 | 1736 | 1743 | 1750 | 1746 | 1741 | 1737 |
|               | 2013 | 2015 | 2016 | 2017 | 2018 | 2019 | 2020 | 2021 | 2022 |